# Autoroute A 49
Die Autoroute A 49 ist eine französische Autobahn mit dem Beginn in Romans-sur-Isère und dem Ende in Voreppe. Ihre Länge beträgt insgesamt 61 km.

## Geschichte
- 29. Dezember 1990: Eröffnung Voreppe – Tullins (A 48 – Abfahrt 11)
- 20. Dezember 1991: Eröffnung Tullins – Bourg-de-Péage (Abfahrt 11 – N 532)